# Anasoft litera
Anasoft litera – nagroda literacka przyznawana na Słowacji za najlepszą książkę prozatorską wydaną w poprzednim roku. Na pierwszym etapie jury wybiera dziesięć utworów, finalistów nagrody, na drugim głosuje na zwycięzcę.

## Laureaci
- 2006: Pavel Vilikovský za Čarovný papagáj a iné gýče (Slovenský spisovateľ)
- 2007: Marek Vadas za Liečiteľ (LCA)
- 2008: Milan Zelinka za Teta Anula, Slovenský spisovateľ
- 2009: Alta Vášová za Ostrovy nepamäti (F.R.&.G.)
- 2010: Stanislav Rakús za Telegram (KK Bagala)
- 2011: Monika Kompaníková za Piata loď (KK Bagala)
- 2012: Balla za V mene otca (KK Bagala)
- 2013: Víťo Staviarsky za Kale topanky (Marenčin PT)
- 2014: Pavel Vilikovský za Prvá a posledná láska (Slovart)
- 2015: Veronika Šikulová za Medzerový plod (Slovart)
- 2016: Peter Macsovszky za Tantalópolis (Drewo a srd/Vlna)
- 2017: Ondrej Štefánik za Som Paula (Tatran)[1]
- 2018: Etela Farkašová za Scenár (Vydavateľstvo Spolku slovenských spisovateľov)
- 2019: Ivan Medeši za Jedenie (Východoslovenské združenie Valal)
- 2020: Alena Sabuchová za Šeptuchy (Artforum 2019)
- 2021: Barbora Hrínová za Jednorožce, (Aspekt)